# SN 2005ap

SN 2005ap var en utomordentligt energirik Typ II-supernova, en hypernova. Den rapporteras ha varit den ljusaste supernova som hittills noterats - dubbelt så ljusstark som den föregående rekordhållaren, SN 2006gy 
Den upptäcktes den 3 mars 2005 av Robert Quimby som en del i Texas Supernova Survey, som även upptäckte SN 2006gy.
Fastän den siktades före SN 2006gy, så blev det inte klarlagt att den var ljusare förrän i oktober 2007. SN 2005ap var 100 miljarder gånger ljusstarkare än Solen, men eftersom detta hände 4,7 miljarder ljusår från Jorden, så var den ändå inte synlig för blotta ögat.
Trots att SN 2005ap var trippelt så ljusstark vid sitt maximum som SN 2006gy, så var den inte lika kraftig hela vägen. Den förra ljusnade och försvagades under en typisk period om några dagar, medan den senare förblev mycket ljus under flera månader. SN2005ap var omkring 300 gånger ljusare än, vad som är regel för en typ II-supernova. Spekulationer har framförts, om att denna supernova inbegrep bildning av en så kallad kvarkstjärna. Quimby har föreslagit att supernovan är av en ny typ klart skild från standard type II supernovor och hans forskargrupp har identifierat fem andra supernovor, som liknar SN 2005ap och SCP 06F6, av vilka alla var extremt ljusa och saknade synbart väte.